# Magnolia hookeri
Magnolia hookeri là một loài thực vật có hoa trong họ Magnoliaceae. Loài này được (Cubitt & W.W.Sm.) D.C.S.Raju & M.P.Nayar mô tả khoa học đầu tiên năm 1980.